# El sargento Canuto

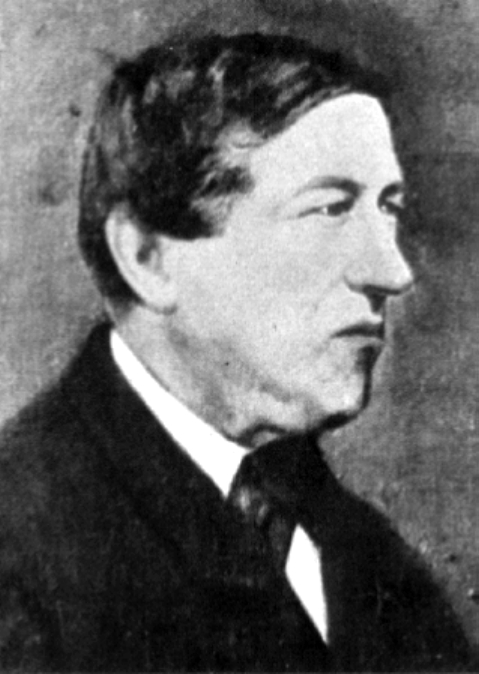
Manuel Ascencio Segura.

El sargento Canuto es una comedia del escritor peruano Manuel Ascencio Segura, que subió a escena en Lima, el 12 de septiembre de 1839. Es una sátira de la figura del militar advenedizo y fanfarrón. La obra tuvo un gran éxito, y desde entonces ha tenido numerosas puestas en escena.

## Estructura
La comedia consta de un solo acto, con trece escenas. Escrita en verso, la mayoría de los versos son octosílabos, y la estrofa más característica y lograda es la redondilla. La trama, como suele ocurrir en las piezas de Segura, es muy sencilla. La acción, que es muy breve, se desarrolla en Lima, dentro de una vivienda de clase media “pobremente amueblada”, en el año de 1838.

## Personajes
- El Sargento Canuto, militar fanfarrón, engreído y charlatán, galanteador de doña Jacoba.
- Doña Jacoba, hija de don Sempronio.
- Don Sempronio, padre de familia de clase media, aficionado de la tauromaquia.
- Doña Nicolasa, hermana de doña Jacoba, llamada afectivamente “Colasa”.
- Pulido Cerezo, joven pretendiente de Jacoba.
- Cazoleta, soldado cuartelero, amigo y subordinado de Canuto.
- Don Juan, amigo de Pulido y pretendiente de doña Nicolasa.
- El escribano Sigismundo.
- Tarima, ayudante del escribano.
- Camote, sirviente de la casa de don Sempronio.

## Resumen
La comedia se inicia cuando la señorita Jacoba le cuenta su desgracia a su hermana Nicolasa: el sinvergüenza del sargento Canuto anda galanteándola constantemente y se atreve incluso a celarla, como si ella fuese ya su novia. Efectivamente, el sargento Canuto está muy enamorado de ella y la visita frecuentemente. Sin embargo, Jacoba ama en secreto al joven Pulido y rechaza al militar atrevido.
Don Sempronio apoya al sargento Canuto y le dice que no tiene ningún inconveniente en que se case con su hija Jacoba. Y es que el padre veía en aquel enlace una oportunidad de ascender socialmente, pues Canuto prometía escalar imparablemente hasta General. 
De pronto llega Pulido, quien confronta a Canuto y lo reta a batirse con pistolas, pero Canuto se acobarda y evita el enfrentamiento, aduciendo que él solo se batía con fusil, en campo de batalla. 
Cuando aparece don Sempronio en escena, el sargento Canuto vuelve a cobrar “valentía” y ambos acuerdan cerrar el contrato de matrimonio. Jacoba se niega a aceptarlo, pero don Sempronio le dice a su hija que tiene que acatar su decisión, y ordena llamar al escribano para sellar de una vez el contrato. Contento por lo acordado, Canuto se retira. Mientras tanto, Pulido y Jacoba intentan hacer cambiar su decisión a don Sempronio, aunque inútilmente.
El sargento Canuto vuelve acompañado de un soldado llamado Cazoleta, a quien deja en la puerta, armado con una bayoneta, con la misión de no dejar pasar a nadie mientras se realice la ceremonia, exceptuando al escribano, que ya estaba en camino. 
Canuto teme que el joven Pulido eche a perder su boda y exige que se retire. Pulido se va, aunque llega a decir que su rival no se saldría con la suya. Al poco rato regresa acompañado de Juan (el pretendiente de Nicolasa), pero disfrazados, de escribano y secretario, respectivamente.
Cuando Canuto cree que ya se iba a cumplir su sueño más ansiado (casarse con Jacoba), Pulido se descubre y logra desarmar a Cazoleta, aprovechando un descuido de este. Sorprendido, Canuto no se atreve a reaccionar y trata de apaciguar a Pulido con demostraciones de amistad.
Al poco rato aparece don Sigismundo, el escribano, que viene acompañado de su ayudante Tarima. Se les informa que deben dar fe del matrimonio de Jacoba con Pulido. El sargento intenta protestar pero Pulido no lo deja hablar y lo echa fuera. Sin oponer resistencia física, Canuto y Cazoleta se retiran no sin antes amenazar con volver con un batallón para vengarse (lo cual es otra demostración de cobardía). Don Sempronio comprende finalmente su gran error y acepta el matrimonio de sus dos hijas: Jacoba con Pulido y Nicolasa con Juan.

## Contexto

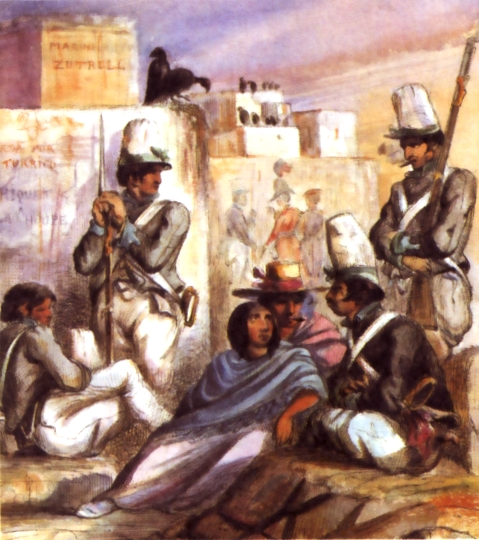
Soldados peruanos departiendo. Ilustración de Max Radiguet, Lima, 1843.

La obra se sitúa, como ya dijimos, en el año de 1838. Gobernaba entonces el Protector Andrés de Santa Cruz, a la cabeza de la Confederación Perú-Boliviana. En la comedia se mencionan los hechos de armas que preludiaron el establecimiento de tal creación geopolítica, que por lo demás tendría vida efímera: la batalla de Yanacocha, el encuentro de Gramadal y la batalla de Socabaya. El sargento Canuto es uno de esos militares advenedizos que merced a su participación en las luchas fratricidas ha logrado escalar meteóricamente en la milicia. Espera ascender un día a “General”. El autor tiene el evidente propósito de criticar al militarismo, que ha elevado a la conducción de la República a gente de la más baja ralea, quienes creen tener el derecho de abusar y aprovecharse del pueblo.

## Valoración
Como en toda las comedias de Segura, más que el argumento lo que destaca es la espontaneidad de los personajes y la gracia de los diálogos plagados de dichos populares, que ofrecen un vivo retrato —crítico, ingenioso y festivo—, de la sociedad peruana en sus primeras décadas republicanas.